# グーフィーの水上スキー
『グーフィーの水上スキー』（グーフィーのすいじょうスキー、原題：Aquamania）は、ウォルト・ディズニー・プロダクション（現：ウォルト・ディズニー・カンパニー）が制作したアニメーション短編映画作品。公開は1961年12月20日。
グーフィーの短編映画シリーズの第48作目であり、第34回アカデミー賞短編アニメ賞ノミネートされた。またグーフィーの短編映画がスクリーンで上映されたのは「グーフィーのバスケットボール」以来15年ぶりとなる。

## あらすじ
これは、平凡な生活を送っていたが、マリンスポーツに出会って為に人生が一変してしまったある男の話である。
舞台はどこかの街。どこにでもいる普通のサラリーマンであるミスターX（グーフィー）は、息子に見送られ徒歩で通勤していた。本人は徒歩で通勤するのは健康のためと言っていたが、本当はそうではなかった。通勤路の途中にあるマリンスポーツショップにあるモーターボートが目当てだったのだ。最初はボートを見ているだけで満足していたミスターXだったが我慢ができなくなり、遂にフラフラと店に入った足でボートを衝動買いしてしまった。
愛車にボートを載せ、息子を連れて海に向かうミスターX。海はミスターXと同じようにマリンスポーツを愛する人たちでいっぱいだった。愛車を海に沈めてしまうなどトラブルを起こしつつもなんとかボートを海に進水させることができたミスターXは息子に水上スキーを教えようとしていた。そこに、水上スキーのレース大会スタートが間もなくであるとのアナウンスが流れる。レース大会と聞いた息子は喜び、スキーの準備をしていたミスターXを連れて勝手にスタート地点へ向かう。かくして、ミスターXはそのまま水上スキーレースに参加するはめになってしまった。

## スタッフ
- 製作：ウォルト・ディズニー
- 脚本：ヴァンス・ゲリー、ラルフ・ライト
- 音楽：バディ・ベイカー
- 作画監督：ジョン・ラウンズベリー
- 原画：ジョン・ラウンズベリー、ジョン・シブリー、アート・スティーブンス、ディック・ルーカス
- 美術：バジル・ダビトビッチ、デール・バーンハート
- 背景：ラルフ・ヒューレット
- 特殊効果：ダン・マクマナス
- 助監督：ダニー・アルガイア
- 監督：ウォルフガング・ライザーマン

## 登場キャラクター
| キャラクター                | 原語版             | 吹き替え版 |
| --------------------------- | ------------------ | ---------- |
| ミスターX（グーフィー）     | ピント・コルヴィグ | 島香裕     |
| ミスターXの息子（ジュニア） | ケビン・コーコラン | 坂本千夏   |
| ナレーター                  | ジョン・デナー     | 大平透     |

## 日本での公開

### 収録
- 『ミッキー、ドナルド、グーフィーのスポーツファン』（DVD、ブエナ・ビスタ・ホーム・エンターテイメント）